# Alexander Keiller
Alexander Keiller, född 1 juli 1804 i Dundee, död 27 mars 1874 i Göteborg, var en brittisk-svensk industri- och affärsman. Keiller anlade den första mekaniska verkstaden i Göteborg.

## Biografi
Alexander Keiller kom från samma familj som grundade den berömda marmeladen Keiller’s marmalade. Keiller invandrade till Göteborg 1825 på grund av familjens trävaruaffärer i Sverige. Han erbjöds att starta segeldukstillverkning tillsammans med William Gibson som gått i lära hos Keillers far i Dundee. 1826 startade verksamheten och 1828 blev Keiller kompanjon i bolaget.
Tre år senare startade han en fabrik för maskinspinning av lin och hampa tillsammans med Gibson. 1833 togs nästa steg i utvecklingen genom anläggandet av Jonsereds fabriker. Eftersom spinneriet drevs med vattenkraft, och vattenkraften i Göteborgs hamnkanal var tämligen blygsam, började Gibson se sig om efter en lokalisering för hans växande industri. Valet föll på Jonsereds säteri vid Säveån som 1832 inköptes av Gibsons och Keillers gemensamma bolag. Keiller stod för planläggning av produktionen i Jonsered samt för fabriksledningen medan Gibson skötte affärerna i Göteborg. Under Keillers ledning grävdes samma år en kanal från sjön Aspen till Säveån. Från 1833 var Keiller med och byggde upp Jonsereds fabriker tillsammans med Gibson. 1839 köptes Keiller ut av Gibson sedan de två svågrarna hamnat i schismer om företagets utveckling.
Istället anlade Keiller för egen räkning en mekanisk verkstad i Göteborg 1841. År 1867 överlät Keiller verkstaden till ett aktiebolag, Göteborgs Mekaniska Verkstads AB – senare under namnet Götaverken, och ett år senare drog han sig helt från affärerna. Under lågkonjunkturen på 1860-talet gick bolaget i konkurs och efter en omorganisation blev Alexanders son James Keiller ny chef.
1851 köpte göteborgsköpmannen Olof Wijk tillsammans med Keiller några gårdar i Surte, för att förbättra kvarnverksamheten och även starta ett spinneri. Då Wijk avled 1856 ändrades planerna. 

### Familj
Keiller gifte sig 1830 med Marie Louise Wijk (1804–1886) född i släkten Wijk. Han var far till James Keiller, som 1906 donerade området kring Ramberget till Göteborgs stad, där Keillers park anlades.

## Utmärkelser
- Riddare av Vasaorden - 1840[8]

## Övrigt
Keillers damm i Ale kommun är uppkallad efter Keiller. 

## Bilder

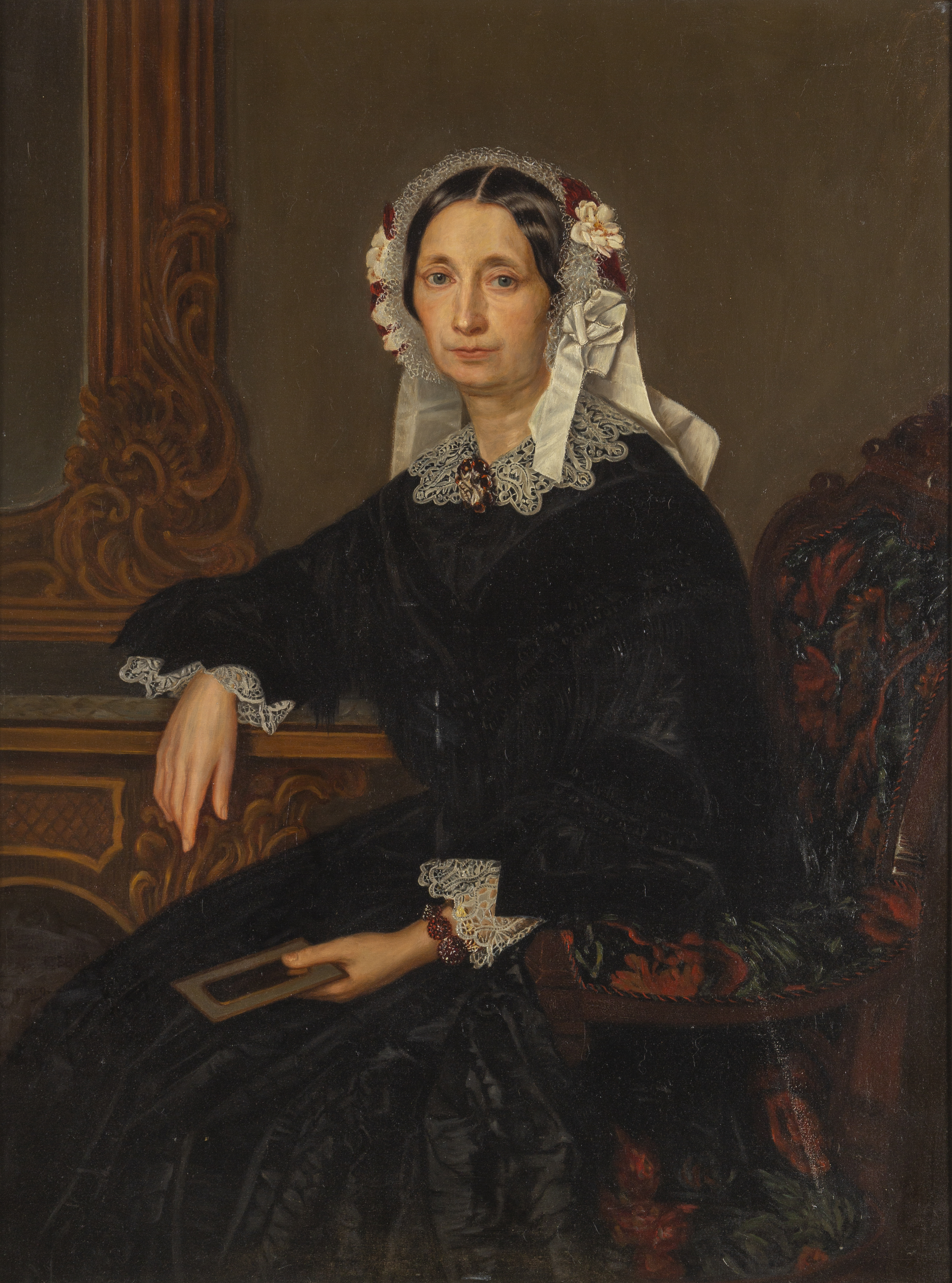
Porträtt av Keillers hustru, Marie Louise Wijk. Avporträtterad ca 1850 av Per Södermark.
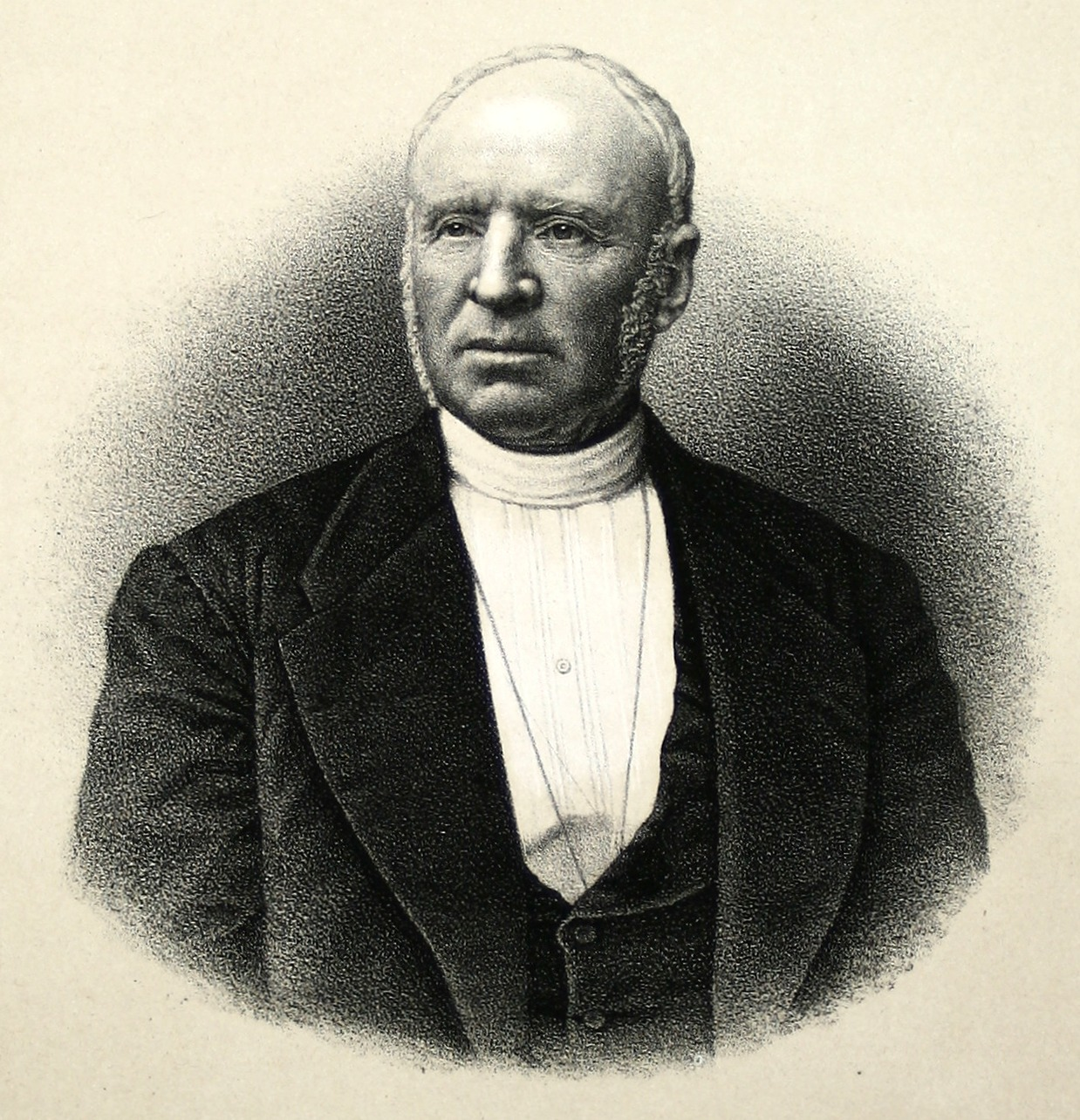
Porträtt. 1875
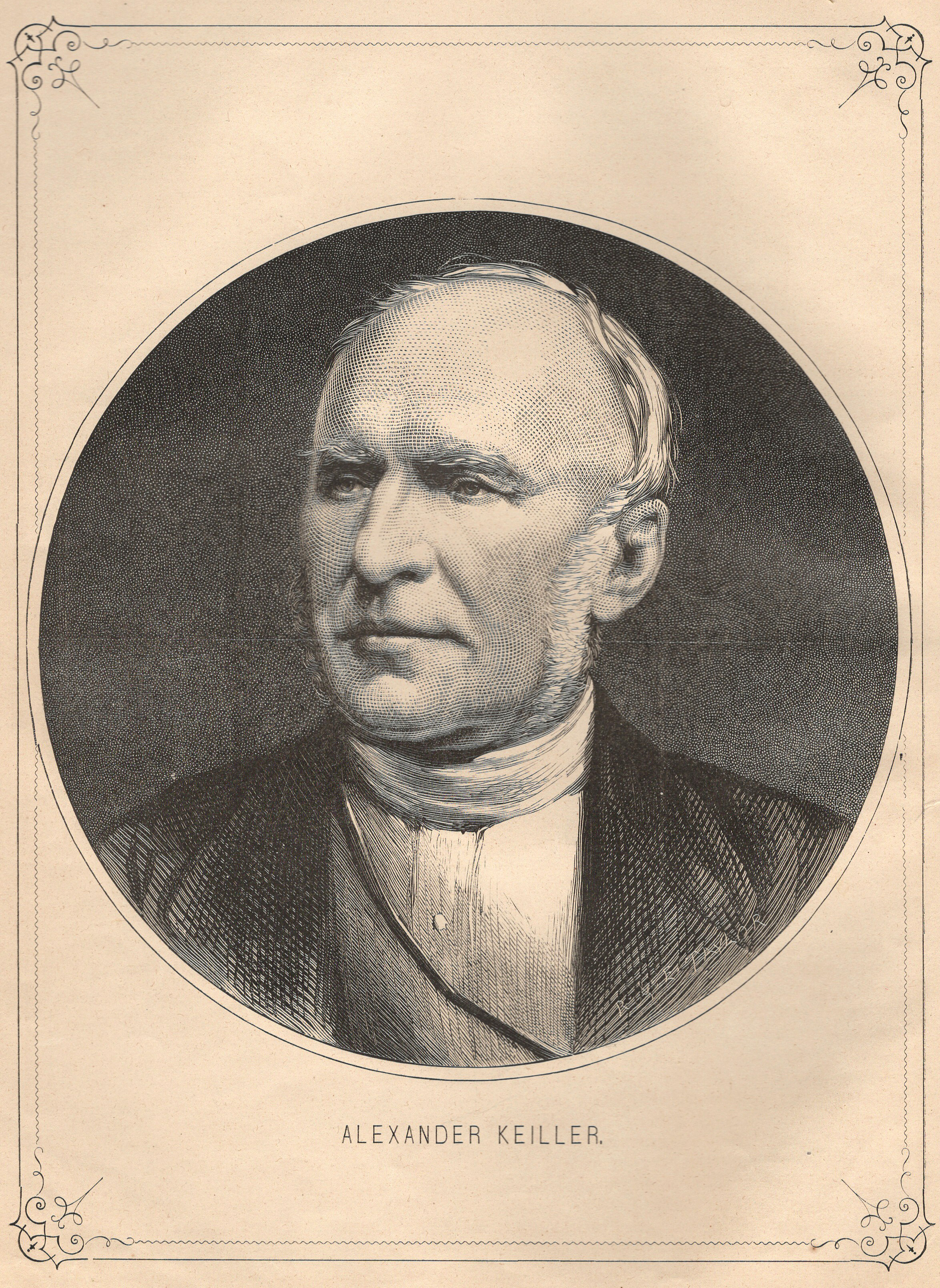
Porträtt. Xylografi 1876
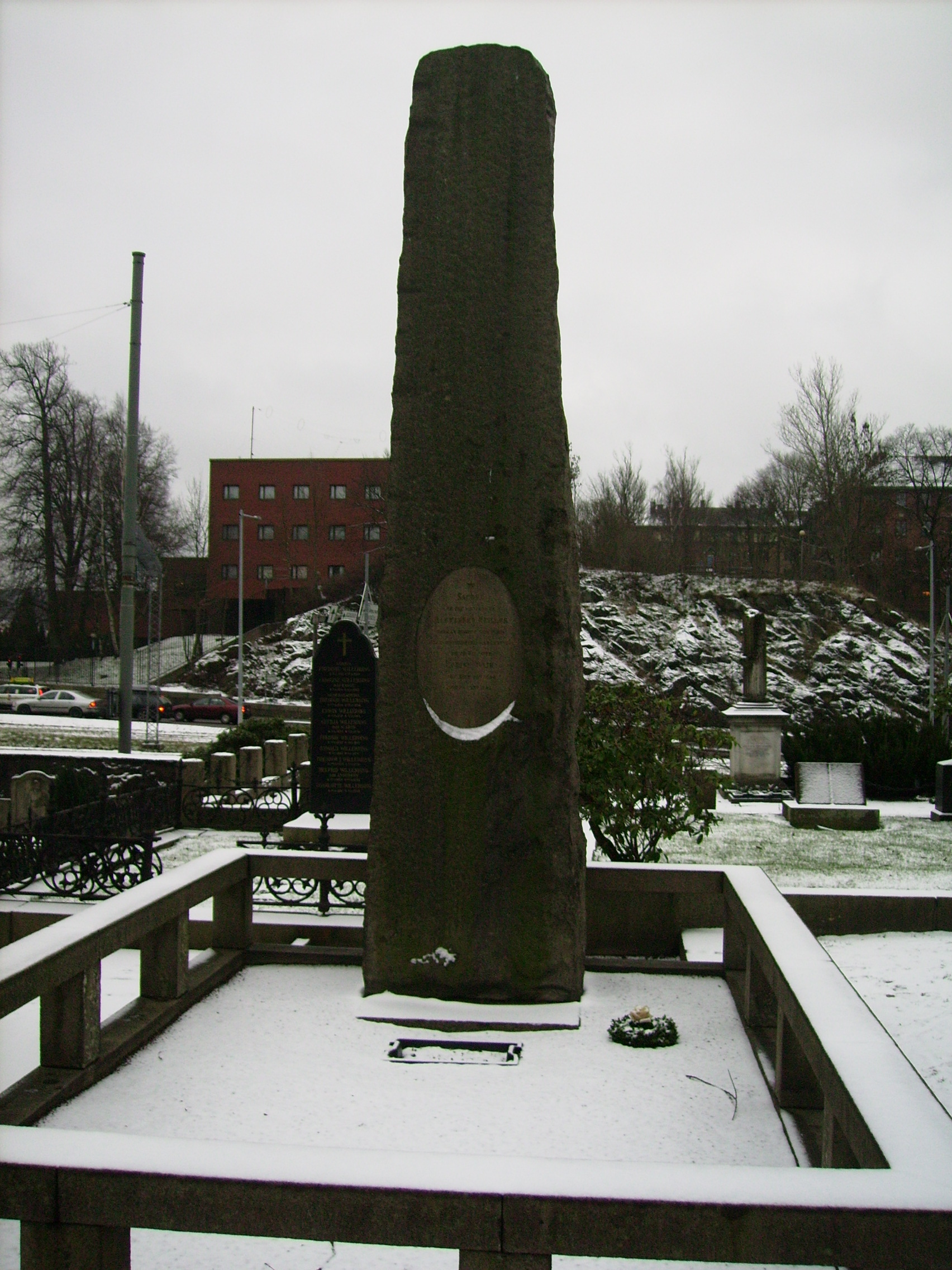
Alexander Keillers gravvård på Örgryte gamla kyrkogård i Göteborg.